# Tri-Cities (Washington)
Pour les articles homonymes, voir Tri-Cities (homonymie).
Le Tri-Cities est une aire métropolitaine de l'État de Washington qui regroupe trois villes voisines : Kennewick, Pasco, et Richland, et qui est classée comme la 191e métropole la plus peuplée des États-Unis. Les villes sont placées à la confluence des rivières Yakima, Snake, et Columbia dans la région du sud-est de l'État. Une quatrième ville voisine, West Richland, est généralement incluse dans la ville et la région de Tri-Cities.
Le Tri-Cities Airport se trouve à Pasco et dessert la région de services aériens commerciaux ou privés. Pasco est le siège du comté de Franklin, tandis que Kennewick et Richland sont dans le Comté de Benton.

## Histoire

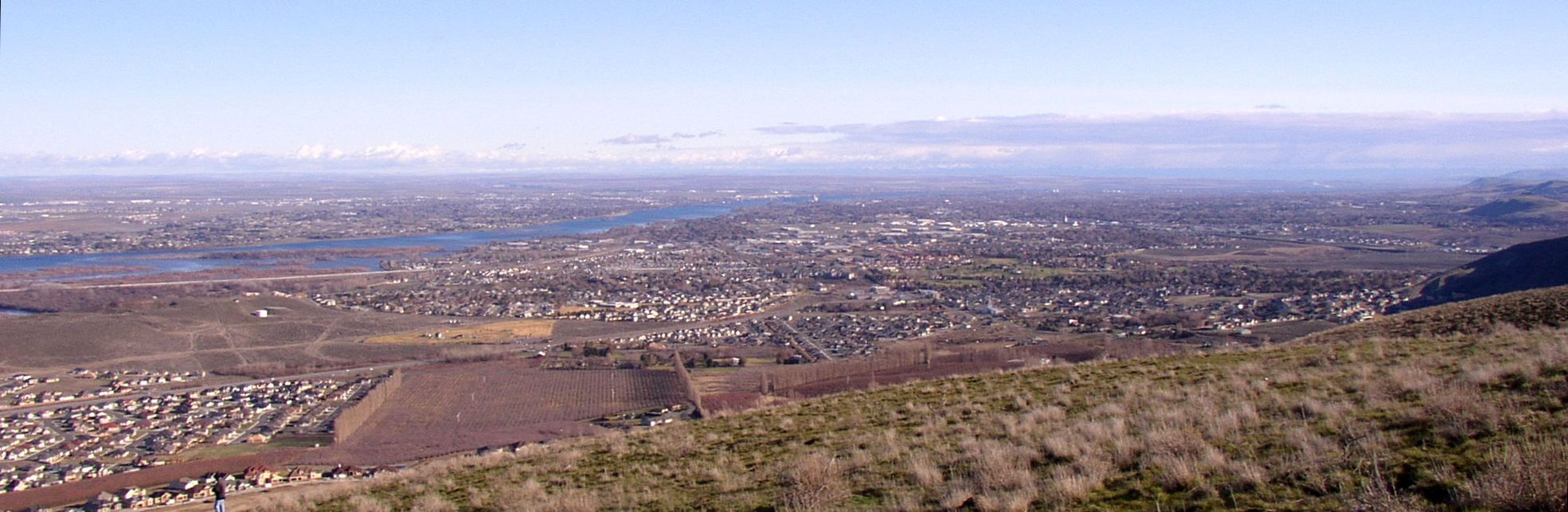
Le Tri-cities et le fleuve Columbia

### Fondation
Pasco a été la première des Tri-Cities à être incorporée, en 1891. Kennewick a été incorporé en 1904, et Richland suivit en 1910. West Richland a été fondé par des résidents insatisfaits de Richland, qui désiraient être propriétaires plutôt que locataires d'habitations appartenant au gouvernement, après l'arrivée de Handford. En dépit des tentatives de Richland d'annexer la communauté, elle resta séparée et fut finalement incorporée en 1955.

### Les débuts
Pasco était la plus grande des Tri-Cities jusqu'à la fondation de Hanford, principalement dû à sa gare. Elle a aussi la plupart des terres pour l'irrigation et l'agriculture.
L'agriculture était la base de pratiquement chaque secteur de l'économie durant ces premières années.

### Des années 1940 aux années 1970
Richland devint la plus grande des villes, suivie par Kennewick. Après le bombardement de Nagasaki avec la seconde bombe atomique, Richland High School a adopté une bombe comme mascotte et les étudiants se sont fait appeler les "Bombers". En 1970, la Kamiakin High School a été fondé en réponse à l'accroissement de la demande. Durant les années 1970, Kennewick dépassa Richland et devint la plus grande des trois villes.

## Géographie
Washington est l'État le plus au nord-ouest des 48 états continentaux, la zone est dans la Pacific Standard Time Zone.

### Climat
Les Tri-Cities ont un climat désertique, recevant de 175 à 200 mm de pluie par an. Les vents dépassent périodiquement les 48 km/h quand les conditions du chinook sont favorables. Il y a 300 jours ensoleillés par an. Durant l'hiver la température est de −12 °C et en été elle est de 43 °C. La région est parfois enneigée.

### Urbanisme

#### Transports
Aéroports
- Tri-Cities Airport à Pasco. (IATA: PSC, OACI: KPSC)
- Richland Airport à Richland. (IATA: RLD, OACI: KRLD)
- Vista Field à Kennewick. (IATA: S98)

Autoroutes
- Interstate 82
- Interstate 182
- US 395
- WA 397
- US 12
- WA 240

Transport local
- Le Ben Franklin Transit dessert les Tri-Cities.

## Population et société

### Démographie
D'après un recensement datant du 1er avril 2006 la population des villes est répartie de la façon suivante:
| Kennewick     | 60 997 habitants  |
| Pasco         | 46 494 habitants  |
| Richland      | 44 317 habitants  |
| West Richland | 9 907 habitants   |
| Total         | 161 715 habitants |

### Éducation
Chaque ville a son propre système éducatif. Il y a 6 écoles publiques dans le secteur (et quelques écoles privées): la Kennewick High School, la Kamiakin High School, et la Southridge High School à Kennewick; la Richland High School et la Hanford High School à Richland; et la Pasco High School à Pasco. Une septième école ouvrira ses portes en automne 2009, la Chiawana High School, à cause d'une croissance démographique importante à Pasco.
Les hautes écoles des Tri-Cities:
- Tri-Tech Institute
- Columbia Basin College
- Washington State University

### Médias
Journal
- Tri-City Herald

Télévisions
- KTNW - 10 - (PBS)
- KFFX - 11 - (Fox)
- KEPR - 19 - (CBS) et The CW
- KNDU - 25 - (NBC)
- KVEW - 42 - (ABC)

## Sources
- (en) Cet article est partiellement ou en totalité issu de l’article de Wikipédia en anglais intitulé « Tri-Cities, Washington » (voir la liste des auteurs).

## Compléments